# توکوگاوا ایه‌یاسو و سه زن
توکوگاوا ایه‌یاسو و سه زن (به ژاپنی: 徳川家康と三人の女) نام یک فیلم تلویزیونی یک قسمتی ۱۳۴ دقیقه‌ای بر پایه زندگی توکوگاوا ایه‌یاسو است. این مجموعه توسط تی‌وی آساهی ساخته شده و در سال ۲۰۰۸ میلادی پخش شده است. در این مجموعه کن ماتسودا ایرا نقش توکوگاوا ایه‌یاسو، ریکو تاکاشیما نقش تسوکی‌یاما-دونو (همسر اصلی اول ایه‌یاسو)، هوشینو ماری نقش یودو-دونو (همسر تویوتومی هیده‌یوشی) و واکامورا مایومی نقش آساهی هیمه (همسر اصلی دوم ایه‌یاسو) را ایفا می‌کنند. این فیلم وقایع مربوط به این سه زن و ایه‌یاسو را به تصویر کشیده است.